# Boloria graeca
Boloria graeca är en fjärilsart som beskrevs av Otto Staudinger 1870. Boloria graeca ingår i släktet Boloria och familjen praktfjärilar. Inga underarter finns listade i Catalogue of Life.

## Bildgalleri

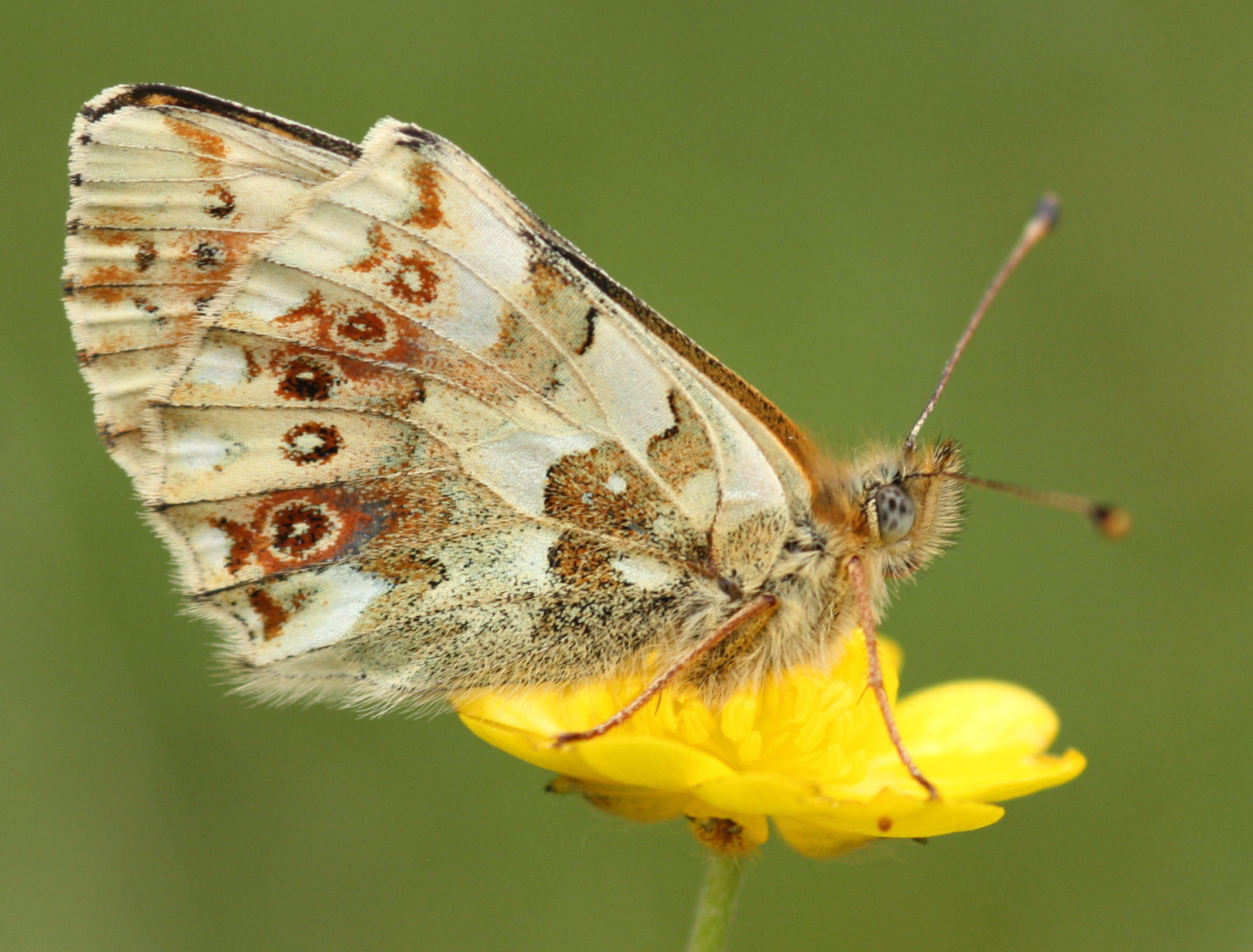
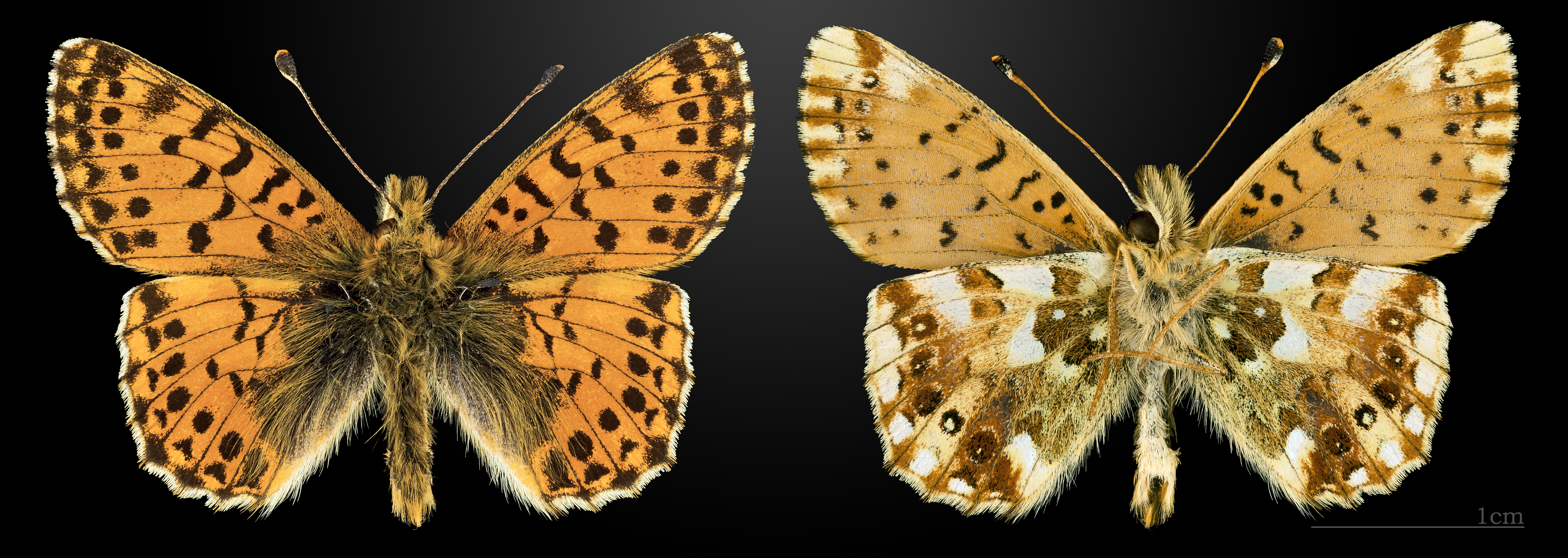